# لويس مادرايغال
لويس مادرايغال (بالإسبانية: Guillermo Madrigal)‏ هو لاعب كرة قدم مكسيكي في مركز الهجوم، ولد في 10 فبراير 1993 في لوس موتشيس في المكسيك. شارك مع منتخب المكسيك تحت 17 سنة لكرة القدم ومنتخب المكسيك تحت 20 سنة لكرة القدم. أما مع النوادي، فقد لعب مع أتلانتي إف سي ونادي مونتيري.

## وصلات خارجية
- لويس مادرايغال على موقع قاعدة بيانات كرة القدم.إي يو (الإنجليزية)
- لويس مادرايغال على موقع Soccerway.com (الإنجليزية)